# Girls und Panzer
A Girls und Panzer (ガールズ&パンツァー; Gáruzu ando Pancá; Hepburn: Gāruzu ando Pantsā) az Actas stúdió által készített 2012-es japán animesorozat, melyet Szugijama Kijosi készített és Mizusima Cutomu rendezett. Szuzuki Takaaki, aki korábban a Strike Witches és az Upotte animékben működött közre katonai történelmi tanácsadóként, nyilvánosságra hozta, hogy közreműködött ennek az animének az elkészítésében is. A sorozatot 2012. október 8-án kezdték el vetíteni Japánban. Hasonló címmel egy mangasorozat is fut, 2012. június 5-től a Media Factory kiadó Comic Flapper című magazinjában, melyet Szaitanija Rjúicsi rajzol.

## Történet
Az anime különböző, elsősorban második világháborús harckocsikkal harcoló középiskolás lányok köré épül. Az anime világában a harckocsikezelés művészete (戦車道; szensa-dó; Hepburn: sensha-dō) hagyományos harcművészet a lányok számára, akik különböző nemzetek kultúrája köré szervezett hatalmas iskolahajókon tanulnak. A történet főszereplője, Miho az Óarai Lányakadémiára iratkozik be, ahol ezt a művészetet már nem gyakorolják, hogy elkerülje a tankokat. Azonban a diáktanács vezetője arra utasítja, hogy iratkozzon fel, segítsen feltámasztani ezt a hagyományt az iskolában, és nyerje meg a Szensa-dó Nemzeti Bajnokságot. A híres tankkezelő családból származó Miho nemsokára a harckocsija parancsnoka és az iskolai csapat taktikusa lesz és majdnem legyőzi az angol stílusú St. Gloriana csapatát egy barátságos mérkőzésen. A harcot végül elveszítik, és megalázó büntetést kell teljesíteniük.
A bajnokságon a csapat először a Saunders Egyetem Középiskolájával ütközik meg. A kemény összecsapásban az amerikai stílusú Saunders egyértelmű fölénye ellenére az Óarainak sikerül kilőni a zászlóstankjukat, így ők nyerik meg a küzdelmet. Következő ellenfelük az olasz stílusú Anzio Középiskola lesz, amelyet az animében be nem mutatott küzdelemben könnyedén legyőznek. A harc részletes ábrázolása a mangában és a 2014-ben megjelent OVA-ban azonban látható. Harmadik ellenfélként a hírhedt orosz stílusú Pravda Középiskola áll velük szemben. Az Óarai csapatát a Pravda vezetője, Katyusa harckocsija segítségével csalja be egy faluba, ahol csapdába kerülnek. Itt felajánlja nekik a megadás lehetőségét, amit a nagy többség el is fogad. Azonban kiderül, hogy a szensa-dó felélesztése amiatt történt, mert az akadémia iskolahajóját a kormány be kívánta záratni költségcsökkentés miatt, és ezt csak úgy kerülhetik el, ha megnyerik a bajnokságot. Az Óarai csapata így folytatja a harcot, és tankjaik az ellenség zászlóstankját egy időben kilövik azzal, ahogy az ő zászlóstankjukat is majdnem találat éri. Csak a Pravda zászlóstankja válik harcképtelenné, így az Óarai győzedelmeskedik.
Utolsó ellenfélként a Fekete Erdő Lányakadémiával kell megküzdeniük. Harcba állítanak két újabb tankot: egy Tiger (P)-t az automobil klub tagjaival és online játékokat játszó lányokat egy 3-as típusú közepes harckocsival. A harcban a jelentős létszámbeli és technikai fölényben lévő Fekete Erdő csapata az Óarai összes tankját kilövi, a vezértankot kivéve. Miho Panzer IV-esével egy az egy elleni harcban összecsap saját nővérével, Mahóval, aki egy Tigris tankot parancsnokol. A harcban végül Miho győz, és ezzel megszerzi a győzelmet az Óarai számára a bajnokságon.

## Médiamegjelenések

### Manga
Szaitanija Rjúicsi mangaadaptációja a Media Factory Comic Flapper magazinjában fut 2012. június 5-e óta. Egy előzménytörténet Girls und Panzer: Little Army címmel, Tsuchii illusztrálásában 2012 augusztusa óta fut Gekkan Comic Alive magazinban.

### Anime
Az animesorozat az Actas gyártásában készül, az első epizódot 2012. október 9-én vetítették a Tokyo MX csatornán, a Crunchyroll ezzel párhuzamosan. Rendezője Mizusima Cutomu, írója Josida Reiko, a szereplőket Simada Fumikane tervezte meg. A gyártási folyamatok lassítása miatt az utolsó két epizódot 2013 márciusára halasztották el, helyüket visszatekintő epizódok vették át. Az első OVA-epizód az első Blu-ray disc/DVD-kötettel 2012. december 21-én jelent meg. A főcím alatt ChouCho DreamRiser című dala, míg a zárófőcím alatt Fucsigami Mai, Kajano Ai, Ozaki Mami, Nakagami Ikumi és Igucsi Juka produkciója, az Enter Enter MISSION! hallható. A sorozatot Észak-Amerikában a Sentai Filmworks licencelte. Öt szereplődal CD is kiadásra került.
2014. július 5-én az Anzióval vívott ütközetről jelent meg egy OVA, amit 12 japán moziban vetítettek. 2014-re jelentettek be még egy animációs filmet is, ami a producer nyilatkozata alapján az animesorozat folytatása lesz. A kétórás mozifilmet végül 2015. november 25-én kezdték el vetíteni Japánban. A premiert követő héten 128 millió jenes bevételt hozott a japán mozikban, amivel azon a héten a legnagyobb bevételt érte el a mozifilmek között.
2017 decemberében mutatták be a moziban a hat részes folytatás első epizódját, amely Girls und Panzer das Finale címen futott. Az előzetesek alapján új tanktípusokkal és a francia stílusú iskolával bővül a szereplők mezőnye.

### Regény
A sorozat regény változatát Hibiki Jú írta, Simada Fumikane és Kjógoku Sin illusztrálta és a Media Factory jelentette meg 2012. november 22-én. Összesen 3 kötet jelent meg 2013. június 25-ig.

### Videójáték
A sorozaton alapuló videójáték 2014. június 26-án jelent meg PlayStation Vitára a Bandai Namco Games fejlesztésében Girls und Panzer: Szensa-dó, kivamemaszu! (ガールズ＆パンツァー 戦車道、極めます！; Hepburn: Girls und Panzer: Sensha-dō, Kiwamemasu!) címmel. A játék hátulnézetes lövöldözős tankjáték, amelyben a játékos valós időben harcol és bármikor válthat az egyes tankok között, így több tankot is irányítva ugyanazon a csapaton belül. A tankokat mind harmadik nézetből, mind távcsöves nézetből irányítani lehet. A történet mód mellett helyet kapott benne még egy „Battle Royale” mód is, ahol a játékosok kedvük szerint alkothatnak csapatokat.

### Együttműködések
Kiderült, hogy a Girls und Panzer animációs csapata együttműködésben áll a fehérorosz Wargaming.nettel, a World of Tanks masszív többjátékos videójáték fejlesztőcsapatával, hogy játékukat Japánban népszerűsítsék. Az együttműködés része a játék reklámozása hirdetésekben és helyi eseményeken, mivel a cég megpróbál betörni a Japán piacra. Az ázsiai játékszerver japán oldala a tanítóküldetés dokumentációját a Girls und Panzer szereplőivel rajzolt manga formájában tartalmazza. A 2013-as Tokyo Game Show-n bejelentésre került, hogy ingyenesen letölthetőek lesznek a japánul beszélő közösség számára a Girls und Panzer alapú karakter hangmodok.

## Kulturális utalások
A sorozatban többször utalnak a Kelly hősei című második világháborús filmre, például Jukari „Csodabogár őrmester” néven mutatkozik be, amikor felszökik a leendő ellenfél Saunders hajójára, de az egyik epizódban egy rekonstruált jelenet is látható belőle. A Nyuszi Csapat az utolsó harc során a filmben alkalmazott taktika segítségével lő ki egy ellenséges önjáró löveget. Több katonadal is felcsendül, mint a Katyusa, az Erika, a The British Grenadiers, a U.S. Field Artillery vagy a The Battle Hymn of the Republic. A Fekete Erdő Lányakadémia indulója a Panzerlied német páncélosinduló, amit A halál ötven órája című filmben hallott módon, lábdobogással kísérve adnak elő.
Az animét kapcsolatba hozták a World of Tanks csapatalapú többjátékos videójátékkal is, ahhoz több mod is készült az anime alapján. A játékosok között kedvelt elnevezése lett a World of Tanks, az anime.

## Fogadtatás
Az anime jelentős népszerűségre tett szert. 2012 decemberében a Blu-ray kiadás első kötete a harmadik helyen végzett Amazon Japan webboltban, több mint 18 000 előrendeléssel. Az animében megjelenő harckocsik műanyag modelljei is az eladási listák elején végeztek Japánban.